# Баньярія-Арса
Баньярія-Арса (італ. Bagnaria Arsa) — муніципалітет в Італії, у регіоні Фріулі-Венеція-Джулія,  провінція Удіне.
Баньярія-Арса розташована на відстані близько 450 км на північ від Рима, 50 км на північний захід від Трієста, 21 км на південь від Удіне.
Населення — 3538 осіб (2014).

## Демографія
Населення за роками:

Станом на 1 січня 2023 року в муніципалітеті офіційно проживали 173 іноземці з 31 країни, серед них 82 громадяни країн Євросоюзу та 14 громадян України.

## Сусідні муніципалітети
- Аєлло-дель-Фріулі
- Червіньяно-дель-Фріулі
- Гонарс
- Пальманова
- Торвіскоза
- Віско